# Republiek West-Florida
De Republiek West-Florida (Engels officieel: State of Florida) bestond gedurende 74 dagen in het najaar van 1810. De republiek ontstond in september, toen het gebied onder druk van Amerikaanse kolonisten in opstand kwam tegen het Spaanse bestuur. In december werd het geannexeerd door de Verenigde Staten van Amerika. Het gebied is daarna verdeeld over Louisiana, Mississippi en Alabama.